# Neuserbien (historisches Territorium)

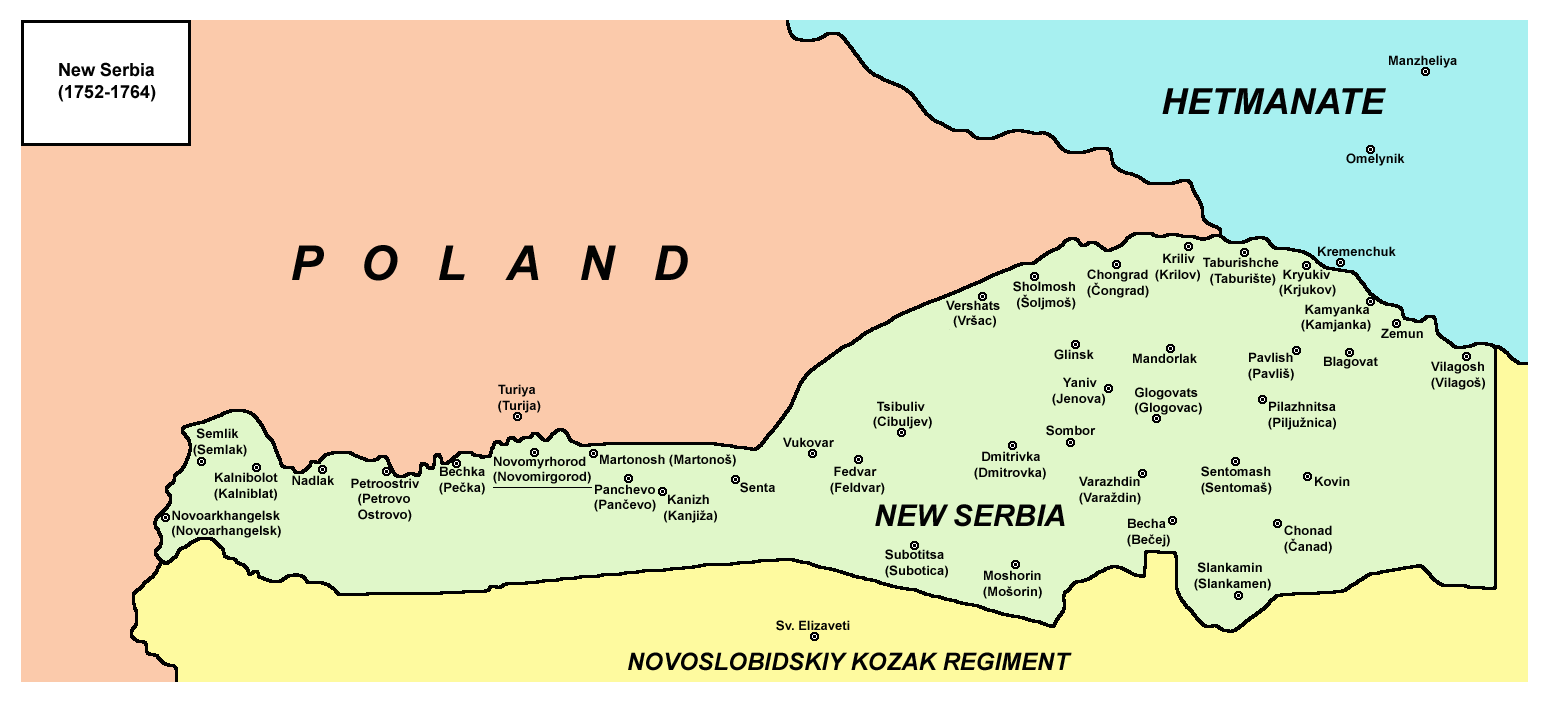
Dörfer im neuen Serbien

Neuserbien  ist ein historisches Territorium der Ukraine, das den nordöstlichen Teil der modernen Oblast Kirowohrad einnimmt.
Neuserbien wurde 1752 auf Anordnung der russischen Regierung (Dekret vom 29. Dezember 1751) als militärisches Siedlungsgebiet in den Gebieten der Saporoger Kosaken geschaffen. Serben zogen von der Südgrenze der habsburgischen Besitztümer (seit 1804 – Österreichisches Kaiserreich) dorthin. Das Zentrum war Nowomyrhorod. In den Jahren 1754–1757 wurde zum Schutz der neuserbischen Siedlungen aus dem Süden die Festung St. Elisabeth errichtet, in deren Nähe später eine Stadt entstand, die 1784, nachdem sie den offiziellen Status einer Stadt erhalten hatte, Jelisawetgrad genannt wurde (heute Kropywnyzkyj).

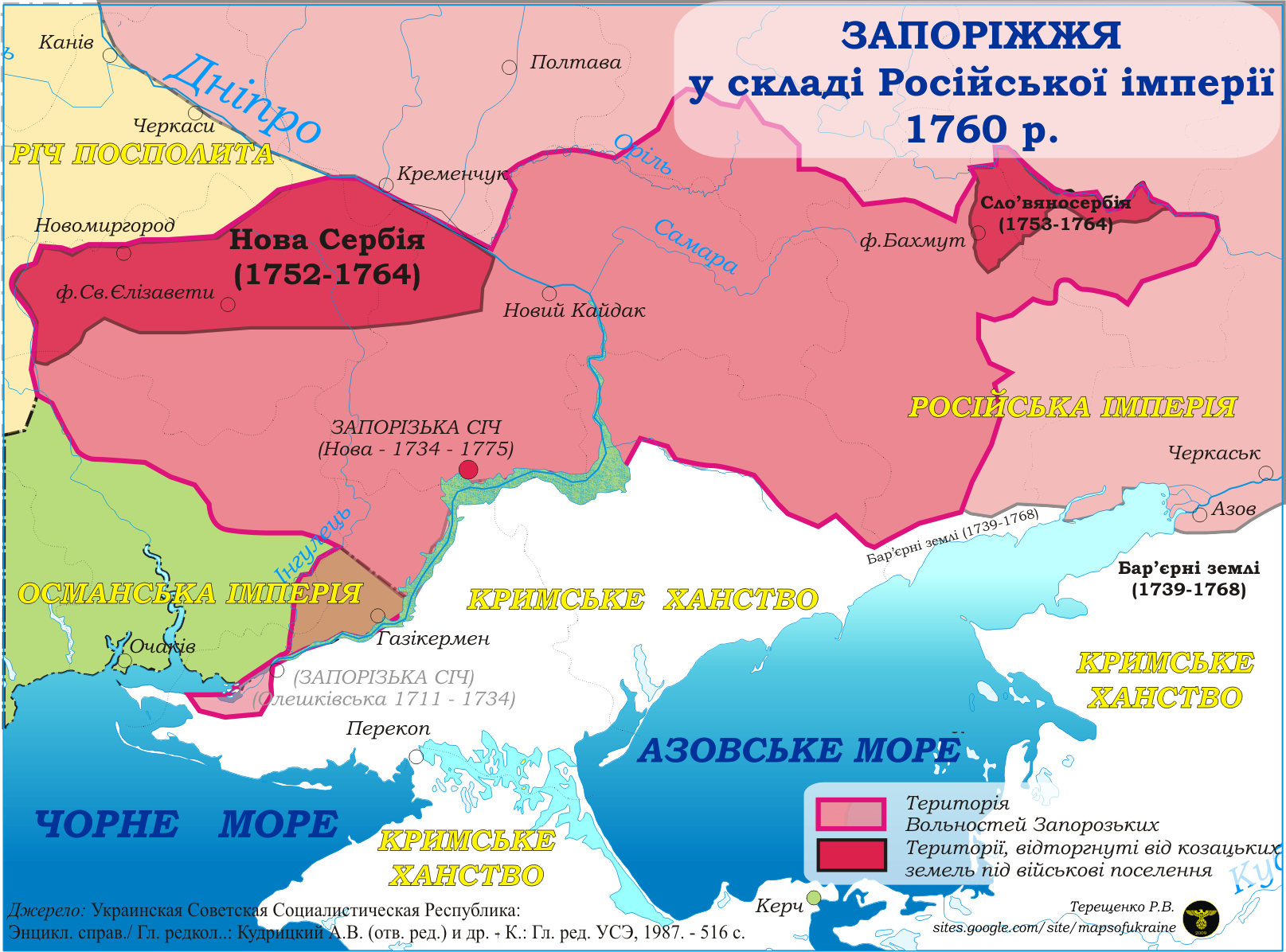
Auf der Karte von Saporoger Sitsch

Im Jahr 1764 wurden Neuserbien und das Nowoslobod-Kosakenregiment abgeschafft, und ihre Gebiete wurden unter dem Namen Elisabethanische Provinz Teil des per Dekret vom 22. März 1764 geschaffenen Neurussland.

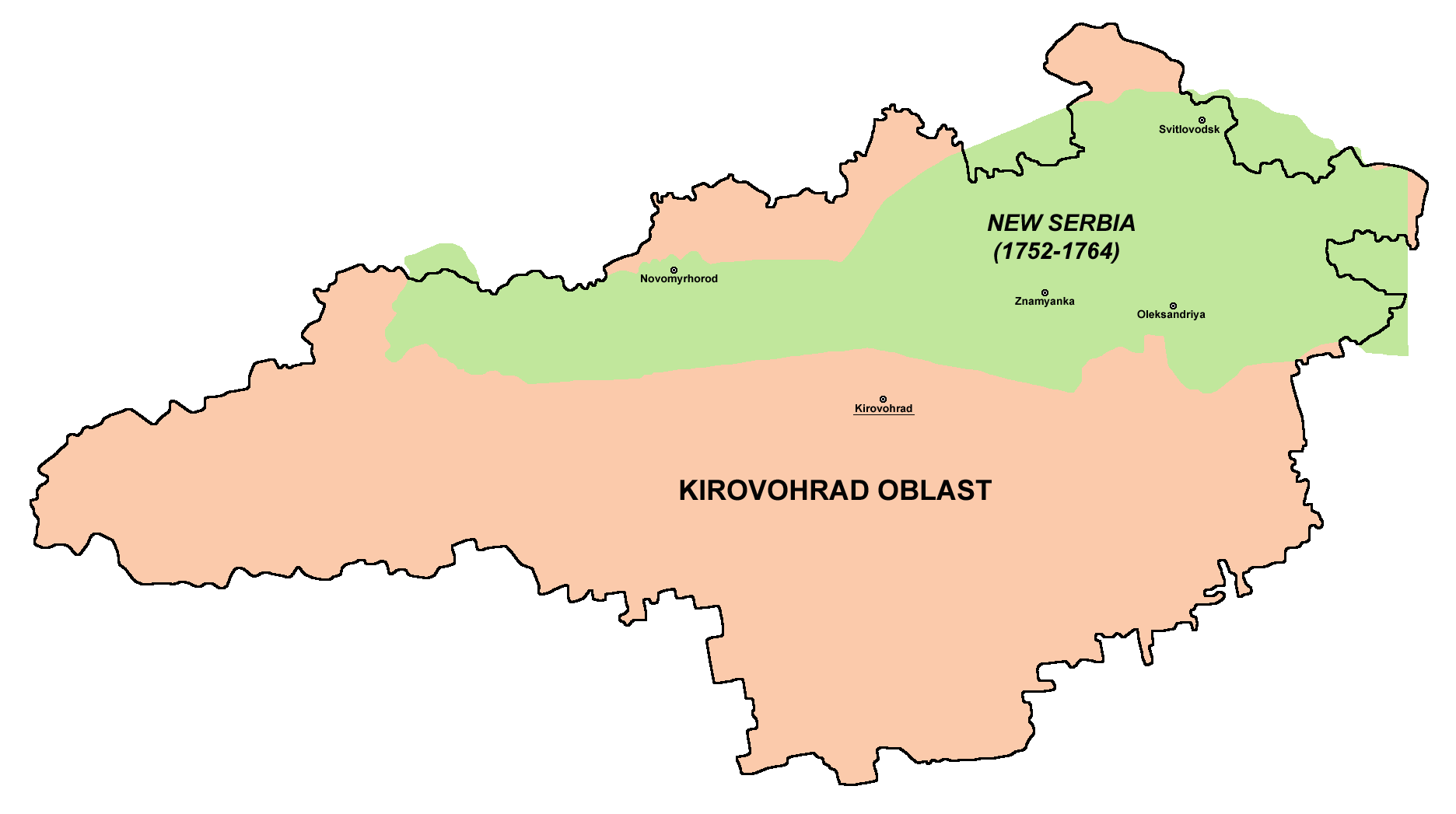
Moderne Oblast Kirowohrad

Auswanderer vom Balkan gründeten hier viele Dörfer wie Subotzi, Moschoryne, Hostynne.